# Ureshino
Ureshino (jap. 嬉野市 Ureshino-shi) – miasto w Japonii, na wyspie Kiusiu (Kyūshū), w prefekturze Saga.

## Historia
- 1 kwietnia 1889 – powstał współczesny układ miejski. Na terenie obecnego miasta znajdowało się sześć wsi: Gochōda, Higashi-Ureshino, Kuma, Nishi-Ureshino, Shiota oraz Yoshida
- 5 października 1918 – wieś Shiota zdobyła status miasteczka
- 22 kwietnia 1929 – wieś Nishi-Ureshino została przemianowana na Ureshino i zdobyła status miasteczka
- 1 kwietnia 1933 – wieś Higashi-Ureshino została dołączona do Ureshino
- 1 kwietnia 1955 – wieś Yoshida została dołączona do Ureshino
- 1 września 1956 – wioski Gochōda i Kuma zostały dołączone do Shiota
- 1 stycznia 2006 – miejscowość Ureshino została połączona z miasteczkiem Shiota

## Populacja
Zmiany w populacji Ureshino w latach 1970–2015:
| Rok  | Populacja |
| ---- | --------- |
| 1970 | 32 992    |
| 1975 | 32 107    |
| 1980 | 32 759    |
| 1985 | 32 983    |
| 1990 | 32 421    |
| 1995 | 32 389    |
| 2000 | 31 324    |
| 2005 | 30 392    |
| 2010 | 28 977    |
| 2015 | 27 359    |